# Rufus Wheeler Peckham
Rufus Wheeler Peckham (20 décembre 1809 - 22 novembre 1873) est un juriste et homme politique américain qui a siégé à la Chambre des représentants des États-Unis pour le 14e district du Congrès de New York de 1853 à 1855.
En plus de son mandat au Congrès, Peckham a siégé à la Cour suprême et à la Cour d'appel de New York . Deux de ses fils furent nommés à la Cour suprême des États-Unis.
Le juge Rufus W. Peckham meurt lors du naufrage du SS Ville du Havre qui se rendait au Havre en novembre 1873.

## Jeunesse
Rufus W. Peckham est né à Rensselaerville, New York, dans le comté d'Albany, le 20 décembre 1809, de l'union de Peleg Benjamin (1762-1828) et de Desire Watson (1767-1852). Élevé à Cooperstown, New York, il fréquente le séminaire de Hartwick.
Peckham est diplômé de l'Union College de Schenectady en 1827, où il fut l'un des premiers membres de la Kappa Alpha Society.Après avoir étudié le droit auprès de Greene C. Bronson et de Samuel Beardsley, il fut admis au barreau en 1830. Aux côtés de son frère, George W. Peckham, et de son beau-frère, Joseph Colt, il a ouvert un cabinet d'avocats privé prospère.

## Carrière politique
Nommé par le gouverneur William L. Marcy, Peckham fut procureur de district du comté d'Albany de 1838 à 1841. En 1845, il se présente au poste de procureur général de New York, mais il perd le vote de la législature de l'État de New York face à John Van Buren.
Il a été élu démocrate à la Chambre des représentants des États-Unis pour le 14e district de New York, siégeant au 33e Congrès des États-Unis du 4 mars 1853 au 3 mars 1855. Durant son mandat, il est  président du Comité de la Chambre sur les revendications révolutionnaires. En outre, Peckham était un opposant virulent à la loi Kansas-Nebraska de 1854 pour avoir violé les termes du compromis du Missouri de 1820.

## Carrière juridique
Peckham revient à sa carrière juridique en partenariat avec le juge Lyman Tremain jusqu'à ce qu'il soit élu juge à la Cour suprême de New York pour le troisième district judiciaire de 1861 à 1869. Il siège ensuite comme juge associé à la Cour d'appel de New York du 17 mai 1870 jusqu'à sa mort.

## Vie personnelle

### Famille

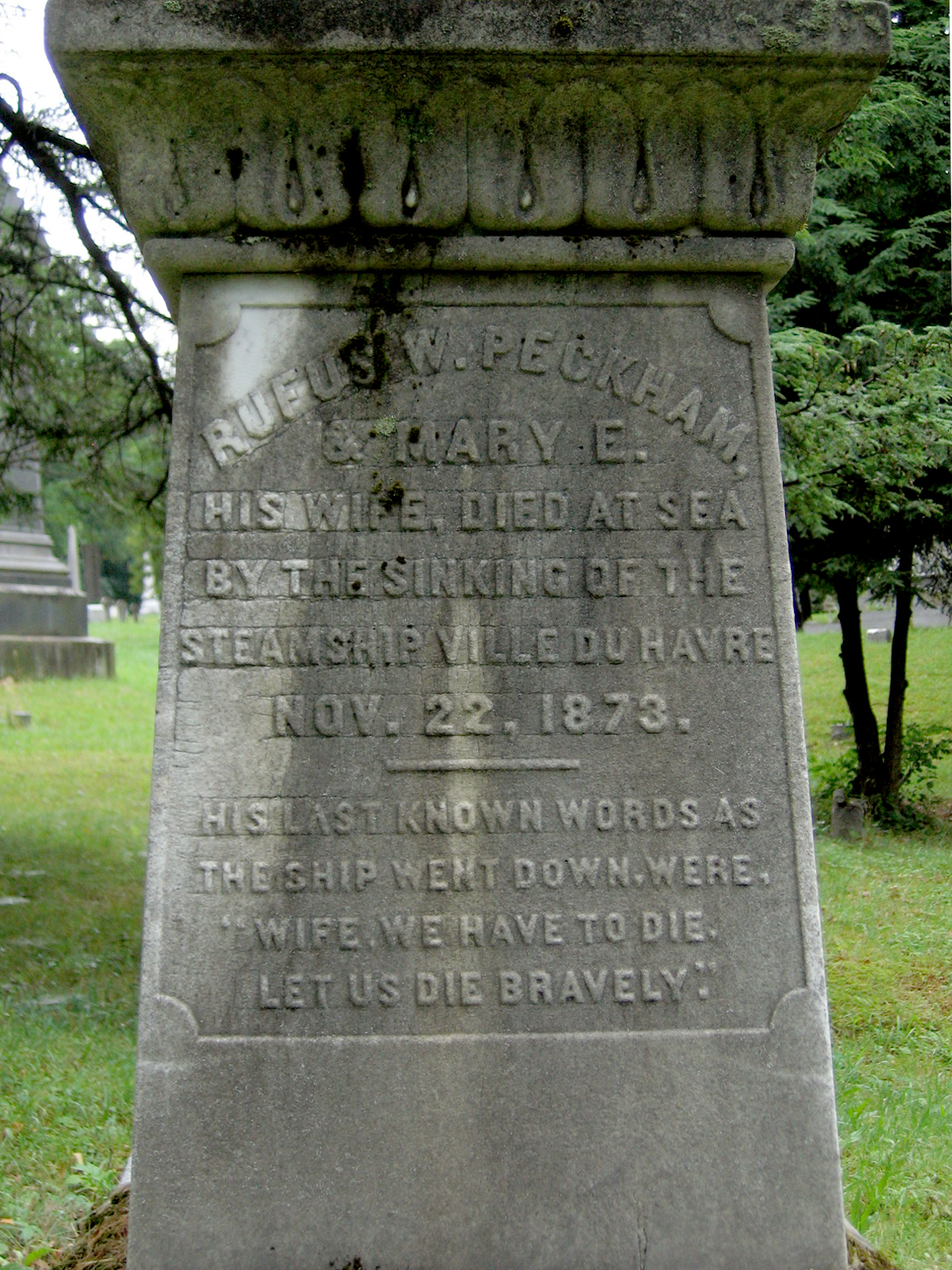
Inscription sur le cénotaphe de Peckham au cimetière rural d'Albany

Le juge Rufus W. Peckham a eu trois fils de sa première épouse, Isabella Adoline Lacey, décédée le 4 avril 1848, à l'âge de 35 ans. Rufus Wheeler Peckham (1838-1909) a suivi les traces de son père homonyme en tant qu'avocat et dans trois des postes que son père avait occupés à New York : en tant que procureur du district d'Albany (1869-1872), en tant que juge à la Cour suprême de New York (1883-1886) et en tant que juge à la Cour d'appel de New York (1886-1895). Il s'est ensuite remarié avec Mary Elizabeth Foote (1830-1873).
Le jeune Peckham n'est cependant jamais entré au Congrès, mais a siégé à la Cour suprême des États-Unis de 1895 jusqu'à sa mort. Le fils aîné de Peckham, Wheeler Hazard Peckham (1833-1905), était également un avocat qui exerçait à New York. Wheeler a également été nommé à la Cour suprême des États-Unis, mais le Sénat n'a pas réussi à le confirmer. Peckham eut un autre fils nommé Joseph Henry, décédé à l'âge de 17 ans le 2 avril 1852.

### Mort

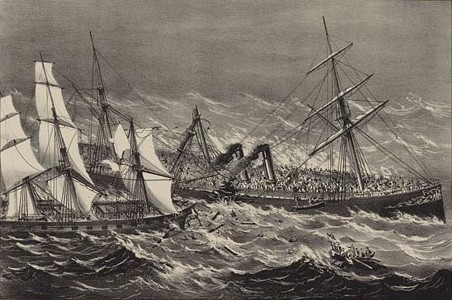
Naufrage du SS Ville du Havre

Peckham et sa seconde épouse, Mary F, faisaient partie des 226 passagers et membres d'équipage du vapeur SS Ville du Havre perdus en mer, alors que le couple était en route vers le sud de la France pour améliorer sa santé défaillante. Le navire a coulé après une collision avec le navire britannique Loch Earn, dans l'océan Atlantique Nord le 22 novembre 1873 ; les derniers mots de Peckham auraient été : « Femme, nous devons mourir, mourons courageusement. » Ses restes n'ont jamais été retrouvés et un cénotaphe a été érigé au cimetière ural d'Albany à Menands, New York.
À la mort de Peckham, le barreau de l'État de New York a publié un livre compilant des souvenirs tenus à la Cour d'appel de New York, au barreau de l'État, aux tribunaux de la ville de New York, au barreau du comté de Rensselaer, au barreau du comté de Greene et dans divers palais de justice de l'État de New York.